# Simojovel de Allende
La città di Simojovel de Allende è a capo del comune di Simojovel, nello stato del Chiapas, Messico. Conta 10.762 abitanti secondo le stime del censimento del 2010 e le sue coordinate sono 17°08'N 92°42'W.